# Romanki (Kobylnica Wołoska)
Romanki – część wsi Kobylnica Wołoska w Polsce, położona w województwie podkarpackim, powiecie lubaczowskim, gminie Wielkie Oczy. 
W latach 1975–1998 Romanki administracyjnie należały do województwa przemyskiego.